# Сент-Авольд-1
Сент-Авольд-1 (фр. Saint-Avold-1) — упразднённый кантон во Франции, в регионе Лотарингия, департамент Мозель, округ Форбак.
Численность населения кантона в 2007 году составляла 26878 человек. Код INSEE кантона — 5727. В результате административной реформы кантон упразднён. До марта 2015 года в состав кантона входило 6 коммун, административный центр — коммуна Сент-Авольд.

## Коммуны кантона
| Коммуна     | Население  | Почтовый индекс | Код INSEE |
| ----------- | ---------- | --------------- | --------- |
| Альтвиллер  | 534        | 57730           | 57015     |
| Фольшвиллер | 4 635      | 57730           | 57224     |
| Порселет    | 2 458      | 57890           | 57550     |
| Сент-Авольд | 16 922 (1) | 57500           | 57606     |
| Вальмон     | 3 144      | 57730           | 57690     |
| Дьезан      | 1 144      | 57890           | 57765     |

(1) часть коммуны.